# Andreas Kern (Pianist)
Andreas Kern (* 1975  in Johannesburg) ist ein deutscher Konzertpianist.

## Ausbildung
Andreas Kern studierte Klavier in Berlin und Köln bei Günter Ludwig und Pascal Devoyon. Seine Tätigkeit als Konzertpianist führte ihn bisher als Solist und Kammermusikpartner durch Europa, Afrika, USA, Kanada, Indien, China und Japan. Neben verschiedenen Meisterkursen, Jurymitgliedschaften und Lehrtätigkeiten im In- und Ausland beschäftigte sich Andreas Kern schon während seiner Studienzeit mit der Idee, klassische Musik einem neuen, jungen Publikum zeitgemäß präsentieren zu wollen.

## Projekte
Neben seinen klassischen Klavierabenden entwickelt Andreas Kern immer wieder neue Projekte und Konzertformate, durch welche er die klassische Musik an neuen Orten erfolgreich präsentiert und somit seinem Publikum neue Hörwelten eröffnet. Dabei setzt er sich gern mit anderen Kunstrichtungen wie beispielsweise der bildenden Kunst und dem zeitgenössischen Tanz auseinander.
Für den TV-Sender Arte kreierte er die erfolgreiche und für den Grimme-Preis nominierte TV-Sendung Arte Lounge. Als Co-Moderator und Pianist der Sendung musiziert er regelmäßig in einem Berliner Club mit bedeutenden Musikern wie Renaud Capuçon, Sol Gabetta, Vadim Repin, Sarah Chang, Maurice Steger, Mischa Maisky, Elīna Garanča, und vielen anderen. Der Erfolg der Sendung führte zu weiteren Engagements als Moderator, so zum Beispiel für die Veranstaltung "Oper für alle" an der Bayerischen Staatsoper.
2009 kreierte Andreas Kern gemeinsam mit Pianist Paul Cibis die inzwischen weltweit auf Festivals bestaunte "Piano Battle", ein originelles Konzerterlebnis in sechs Runden, bei dem das Publikum zur Jury wird und letztendlich entscheidet, welcher der beiden pianistischen Zweikämpfer seinen Flügel als erster über die Zielgerade rollt. "Piano Battle" bietet eine unterhaltsame Mischung aus seriöser Klassik-Show und Spaß und Interaktion zweier charismatischer Musiker mit dem Publikum.
2010 rief Andreas Kern das "Piano City Berlin" Festival ins Leben, bei dem die Stadt an einem Wochenende mit 100 Klavierkonzerten in Musik getaucht wurde. Das "Piano City" Festival wird mittlerweile erfolgreich in anderen Städten fortgesetzt, u. a. in Mailand, Neapel, Lecce, Novi Sad und Barcelona.
Von 2009 bis 2013 war Andreas Kern der Künstlerische Direktor der Darling Music Experience, eines klassischen Musikfestivals in Darling, Südafrika.
2014 veröffentlichte Andreas Kern seine erste CD mit eigenen Kompositionen. Seine Inspirationen hierfür holte er sich bei klassischen Komponisten wie Johann Sebastian Bach und Robert Schumann, aber auch bei den zeitgenössischen Werken von Yann Tiersen, Ludovico Einaudi und Michael Nyman.